# Furthmühle (Egenhofen)
Furthmühle ist ein Gemeindeteil von Egenhofen im oberbayerischen Landkreis Fürstenfeldbruck.

## Geografie
Die Einöde liegt gut einen Kilometer nördlich von Egenhofen entfernt am südlichen, rechten Ufer der Glonn.

## Geschichte
Der Gemeindeteilname wurde durch Bescheid des Landratsamtes Fürstenfeldbruck vom 4. Februar 2014 von Furtmühle in Furthmühle geändert.

## Baudenkmäler
- Furthmühle bei Egenhofen, erbaut 1827 bis 1840